# 7. арондисман Париза
7. арондисман Париза париски је арондисман који се налази на левој обали реке Сене. Други назив за 7. ароднисман је Бурбонски дворац али се тај назив не употребљава.

## Географски положај
7. арондисман се налази на левој обали Сене. Граничи са 15. арондисманом  на југу, на северу са 16, 8. и 1. арондисманом и на истоку са 6. арондисманом. 

## Четврти
Арондисмани  у Паризу су подељени на четири кварта, који су везано за поделу на арондисмане, нумерисани бројевима од 1 до 80. Арондисман се дели на четири градске четврти:
- Quartier Saint-Thomas-d'Aquin (25)
- Quartier des Invalides (26)
- Quartier de l'École-Militaire (27)
- Quartier du Gros-Caillou (28)

## Демографски подаци
| Година | Број становника |
| ------ | --------------- |
| 1861.  | 72.965          |
| 1866.  | 75.438          |
| 1926.  | 110.684         |
| 1968.  | 87.811          |
| 1982.  | 67.461          |
| 1999.  | 56.985          |
| 2017.  | 52.193          |